# Ateuchosaurus pellopleurus
Ateuchosaurus pellopleurus (japanisch ヘリグロヒメトカゲ, Herigurohime-Tokage) ist eine Skinkart der Gattung Ateuchosaurus, die auf Teilen der japanischen Nansei-Inseln verbreitet ist. Im englischen Sprachraum wird die Art als Ryukyu short-legged skink („Ryukyu-Kurzbein-Skink“) bezeichnet.

## Merkmale
Ateuchosaurus pellopleurus

Link zum Bild

Die Grundfarbe der Skinkart ist dorsal (rückseitig) hellbraun mit vier schwarzgepunkteten Längsreihen. Lateral verläuft ein dunkles Band von hinter den Augen bis zum Schwanz den Körper entlang. Die Ventralseite und Beinunterseiten sind weiß. Der kleine Kopf hat eine spitz zulaufende Schnauze. Die Internasale (Schuppe zwischen den Nasenlöchern) ist von ihrer Form breiter als lang.

## Lebensweise und Lebensraum
Zur Nahrung von Ateuchosaurus pellopleurus zählen vermutlich hauptsächlich Ameisen. Die Fortpflanzungszeit geht etwa von April bis August und die Weibchen legen zweimal im Jahr Gelege von zwei bis sieben Eiern. Die Art bevorzugt schattige Lebensräume und meidet auch im Winter sonnige Plätze.

## Verbreitungsgebiet und Gefährdungsstatus

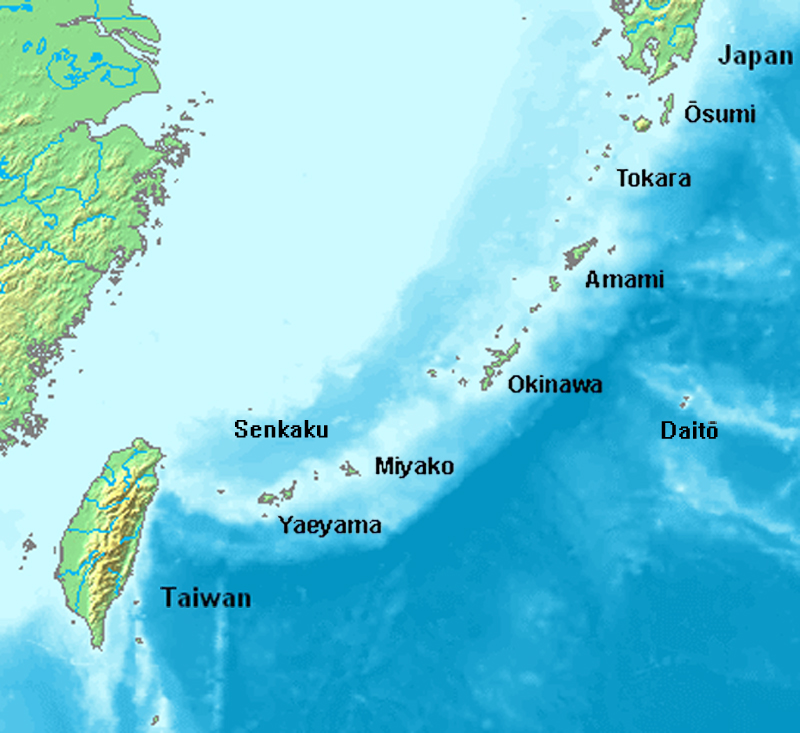
Ateuchosaurus pellopleurus ist auf den vier nördlichen Nansei-Inselgruppen von Okinawa bis Ōsumi verbreitet

Ateuchosaurus pellopleurus ist auf der Okinawa-, Amami-, Tokara- und Ōsumi-Gruppe im Norden der Nansei-Inseln verbreitet. Darüber hinaus kommt sie auf Takeshima und Kuroshima vor.
Auf Iwojima ist die Einführung Blauer Pfaue in den 1970er Jahren wahrscheinlich für den starken Populationsrückgang und das vermutliche Aussterben der dortigen Skinkpopulation verantwortlich. Bei Suchen in den Jahren 2008 und 2011 konnte kein einziges Exemplar mehr gefunden werden. Auf Yoronjima, die zu den Amami-Inseln gehört, gilt die Art bereits als ausgestorben. Die Population auf Mishima wird auf der Roten Liste gefährdeter Reptilien Japans als vom Aussterben bedroht eingestuft. Die IUCN stuft die Art jedoch als nicht gefährdet (least concern) ein, da sie mit Ausnahme der genannten Inseln im Großteil ihres Verbreitungsgebiets häufig anzutreffen ist, mit insgesamt stabilem Bestand und ohne erkennbare Bedrohungen.

## Systematik
Die Art wurde 1861 von dem US-amerikanischen Herpetologen Edward Hallowell unter dem Taxon Lygosaurus pellopleurus erstbeschrieben. 1912 beschrieb Van Denburgh die Unterart Lygosaurus pellopleurus browni, die aber von neueren Autoren nicht anerkannt wird. 1937 wurde die Art von Malcolm A. Smith in die Gattung Ateuchosaurus transferiert.
In der Literatur verwendete Synonyme sind zeitlich sortiert:
- Lygosaurus pellopleurus Hallowell, 1861
- Lygosoma pellopleurum Boulenger, 1887[7]
- Lygosaurus pellopleurus browni Van Denburgh, 1912
- Lygosoma okinavensis Thompson, 1912 (fide Okada, 1939)
- Ateuchosaurus pellopleurum Smith, 1937